# Esperimento Tenerife
L'esperimento Tenerife era un esperimento per la misurazione della radiazione cosmica di fondo (CMB) sviluppato dall'osservatorio Jodrell Bank dell'Università di Manchester in collaborazione con l'Istituto di astrofisica delle Canarie (IAC). Fu installato all'osservatorio del Teide a Tenerife nel 1984 e con vari aggiornamenti fu portato avanti fino al 2000.
Misurò le anisotropie della CMB su una scala angolare di 5 gradi. Per ridurre l'instabilità del ricevitore fu impiegato un radiometro differenziale Dicke che "guardava" alternativamente due antenne separate di 8 gradi.
Era composto da tre radiometri operanti alle frequenze di 10,45, 14,9 e 32,5 GHz. Questo permise l'identificazione del segnale di CMB e dell'emissione della Galassia (poiché essi sono a temperature molto simili), in modo da poter eliminare il segnale di provenienza galattica poiché esso decade con la frequenza.